# Šiba
Šiba es un municipio del distrito de Bardejov en la región de Prešov, Eslovaquia, con una población estimada a final del año 2024 de 636 habitantes.
Se encuentra ubicado en el centro-norte de la región, cerca del río Topľa (cuenca hidrográfica del río Tisza) y de la frontera con Polonia.

## Demografía
| Año        | 1994 | 2004    | 2014    | 2024 |
| ---------- | ---- | ------- | ------- | ---- |
| Población  | 545  | 563     | 600     | 636  |
| Diferencia |      | +3,30 % | +6,57 % | +6 % |

| Año        | 2023 | 2024    |
| ---------- | ---- | ------- |
| Población  | 631  | 636     |
| Diferencia |      | +0,79 % |